# Алдан (Пенсилванија)
Алдан (енгл. Aldan) град је у америчкој савезној држави Пенсилванија.

## Демографија
По попису из 2010. године број становника је 4.152, што је 161 (-3,7%) становника мање него 2000. године.
| Група             | 2000.         | 2010.         |
| Белци             | 4.000 (92,7%) | 3.124 (75,2%) |
| Афроамериканци    | 187 (4,3%)    | 769 (18,5%)   |
| Азијати           | 58 (1,3%)     | 108 (2,6%)    |
| Хиспаноамериканци | 40 (0,9%)     | 87 (2,1%)     |
| Укупно            | 4.313         | 4.152         |